# باتابون 3
باتابون 3 (بالإنجليزية: Patapon 3)‏ (باليابانية: パタポン 3) ، هي لعبة فيديو إلكترونية من نوع إيقاع وموسيقى وقتال، صدرت في السوق سنة 2011م وتعمل لنظامي المحمول كل من بلاي ستيشن بورتبل وبلاي ستيشن فيتا ، وهي من تطوير جباان ستوديو و بيراميد اليابانيتين، وهي من نشر شركة سوني كمبيوتر إنترتنمنت.